# Ormkobbarna

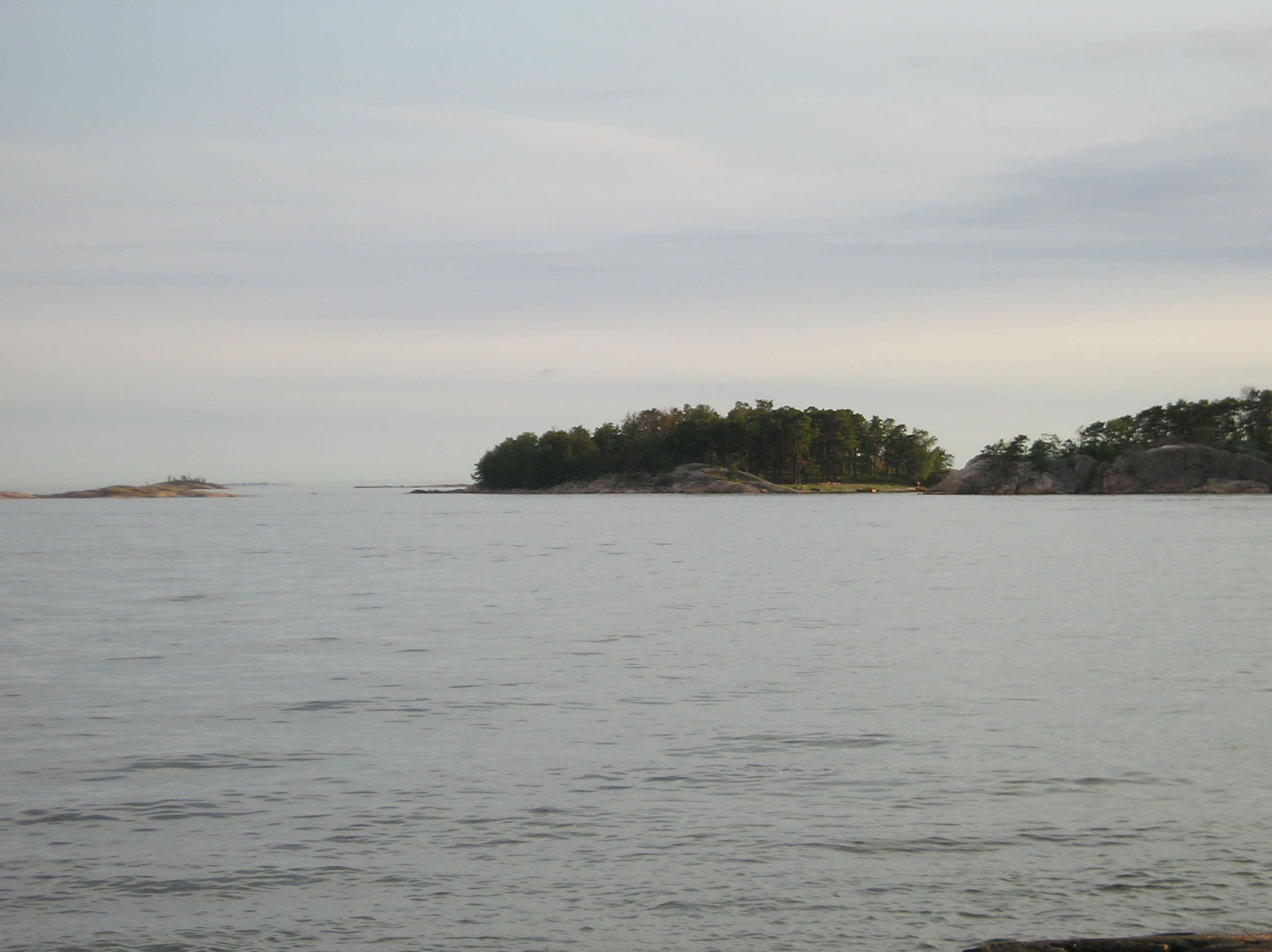
Vy av Ormkobbarna från Drumsö

Ormkobbarna, finska: Käärmeluodot, är öar i Finland. De ligger i Finska viken och i kommunen Helsingfors i landskapet Nyland, i den södra delen av landet. Öarna ligger 0,5 km väster om Drumsö i sydvästra Helsingfors. Öarna har en areal på sammanlagt 4,5 hektar.
Ormkobbarna består av tre öar (Norra, Västra och Östra Ormkobben), som alla är höga klippöar med imponerande landskap och är lämpade som utflyktsmål.
Västra Ormkobbens norra ända har en sandstrand, förtöjningsringar, kokskjul och utedass underhållen av Helsingfors stad, medan södra ändan har höga klippor med långa vyer söderut.
Norra Ormkobben har utedass och plats för öppen eld.
Sydväst om Ormkobbarna finns öar med liknande namn: Ormgrunden, och Ormholm.